# Округа Украинской ССР
Округа УССР — административное деление Украинской ССР (Украинской Советской Социалистической Республики) в 1920-х — 1930-х годах.

## История
Украинская ССР была образована 25 декабря 1917 года и имела на этот момент времени разделение территории на губернии и уезды оставшиеся в наследство от Российской империи. В составе УССР старые губернии подверглись значительному изменению и к 1922 году республика была поделены на 12 губерний; количество уездов составило 101.
К 1923 году число губерний сократилось до девяти, а вместо уездов было создано 53 округа:
1. Волынская губерния (3 округа)
  1. Житомирский округ
  2. Коростенский округ
  3. Шепетовский округ
2. Донецкая губерния (7 округов)
  1. Бахмутский округ
  2. Луганский округ
  3. Мариупольский округ
  4. Старобельский округ
  5. Таганрогский округ
  6. Шахтинский округ
  7. Юзовский округ
3. Екатеринославская губерния (7 округов)
  1. Александрийский округ
  2. Бердянский округ
  3. Екатеринославский округ
  4. Запорожский округ
  5. Криворожский округ
  6. Мелитопольский округ
  7. Павлоградский округ
4. Киевская губерния (7 округов)
  1. Белоцерковский округ
  2. Бердичевский округ
  3. Киевский округ
  4. Малинский округ
  5. Уманский округ
  6. Черкасский округ
  7. Шевченковский округ
5. Одесская губерния (6 округов)
  1. Балтский округ
  2. Елизаветградский округ
  3. Николаевский округ
  4. Одесский округ
  5. Первомайский округ
  6. Херсонский округ
6. Подольская губерния (6 округов)
  1. Винницкий округ
  2. Гайсинский округ
  3. Каменецкий округ
  4. Могилёвский округ
  5. Проскуровский округ
  6. Тульчинский округ
7. Полтавская губерния (7 округов)
  1. Золотоношский округ
  2. Красноградский (Константиноградский) округ
  3. Кременчугский округ
  4. Лубенский округ
  5. Полтавский округ
  6. Прилукский округ
  7. Роменский округ
8. Харьковская губерния (5 округов)
  1. Богодуховский округ
  2. Изюмский округ
  3. Купянский округ
  4. Сумский округ
  5. Харьковский округ
9. Черниговская губерния (5 округов)
  1. Конотопский округ
  2. Нежинский округ
  3. Новгород-Северский округ
  4. Сновский округ
  5. Черниговский округ

К весне 1925 губернии были ликвидированы во всём СССР, округа в УССР стали подразделять по экономическим зонам, что привело к их изменению. На июнь 1925 года в республике было 9 губерний и 40 округов:
1. Волынская губерния (3 округа)
  1. Житомирский округ
  2. Коростенский округ
  3. Шепетовский округ
2. Донецкая губерния (5 округов)
  1. Бахмутский округ
  2. Луганский округ
  3. Мариупольский округ
  4. Старобельский округ
  5. Юзовский округ
3. Екатеринославская губерния (5 округов)
  1. Екатеринославский округ
  2. Запорожский округ
  3. Криворожский округ
  4. Мелитопольский округ
  5. Павлоградский округ
4. Киевская губерния (4 округа)
  1. Белоцерковский округ
  2. Бердичевский округ
  3. Киевский округ
  4. Уманский округ
  5. Черкасский округ
5. Одесская губерния (5 округов)
  1. Зиновьевский округ
  2. Николаевский округ
  3. Одесский округ
  4. Первомайский округ
  5. Херсонский округ
6. Подольская губерния (5 округов)
  1. Винницкий округ
  2. Каменецкий округ
  3. Могилёвский округ
  4. Проскуровский округ
  5. Тульчинский округ
7. Полтавская губерния (5 округов)
  1. Кременчугский округ
  2. Лубенский округ
  3. Полтавский округ
  4. Прилукский округ
  5. Роменский округ
8. Харьковская губерния (4 округа)
  1. Изюмский округ
  2. Купянский округ
  3. Сумский округ
  4. Харьковский округ
9. Черниговская губерния (4 округа)
  1. Конотопский округ
  2. Нежинский округ
  3. Новгород-Северский
  4. Черниговский округ

Согласно постановлениям ЦИК и СНК СССР от 23 июля 1930 года «О ликвидации округов» и ВУЦИК и Совнаркома УССР от 2 сентября 1930 года «О ликвидации округов и переходе на двухстепенную систему управления» с 15 сентября 1930 года округа на Украине упразднялись. Вся территория республики разделялась на 503 административных единицы: 484 района республиканского подчинения, 18 городов республиканского подчинения и Молдавскую АССР (в которую входили 11 районов).